# Tweede Divisie
La Tweede Divisie (olandese per seconda divisione) è dalla stagione 2016-2017 il terzo livello del campionato olandese di calcio. Tra il 1956 e il 1971 era la serie più bassa del calcio professionistico. Con questo nuovo sistema, questa divisione è dal 2016 il livello più alto dilettantistico nei Paesi Bassi e mira a facilitare la transizione dei giocatori a livello professionale. La squadra promossa può anche ottenere l'autorizzazione di entrare nel calcio professionistico.

## Partecipazioni per squadra
Sono 32 le squadre che hanno preso parte agli 8 campionati di Tweede Divisie che sono stati disputati a partire dal 2016-17 fino alla stagione 2023-24. In grassetto le squadre partecipanti alla stagione 2023-2024.
- 8 volte:  AFC,  De Treffers,  Excelsior Maassluis,  HHC,  Jong Sparta,  Katwijk,  Koninklijke HFC,  Kozakken Boys
- 7 volte:  GVVV,  Rijnsburgse Boys,  Spakenburg
- 6 volte:  IJsselmeervogels,  SVV Scheveningen,  TEC VV
- 5 volte:  Noordwijk,  Quick Boys
- 4 volte:  Jong Volendam
- 3 volte:  ASWH,  Barendrecht,  Lienden,  Lisse,  VVSB
- 2 volte:  Jong Almere City,  Jong Vitesse
- 1 volta:  Achilles '29,  ACV,  ADO '20,  ASV De Dijk,  Jong AZ Alkmaar,  Jong Twente,  OFC Oostzaan,  UNA

## Squadre partecipanti 2024-2025
- ACV
- ADO '20
- AFC
- Barendrecht
- De Treffers
- Excelsior Maassluis
- GVVV
- HHC
- Jong Almere City
- Jong Sparta
- Katwijk
- Koninklijke HFC
- Noordwijk
- Quick Boys
- Rijnsburgse Boys
- RKAV Volendam
- Spakenburg
- SVV Scheveningen

## Albo d'oro
| Stagione  | Campione della divisione A | Campione della divisione B |
| --------- | -------------------------- | -------------------------- |
| 1956-1957 | Leeuwarden                 | RBC Roosendaal             |
| 1957-1958 | ZFC                        | Heracles Almelo            |
| 1958-1959 | 't Gooi                    | Go Ahead Eagles            |
| 1959-1960 | EDO                        | Be Quick 1887              |

| Stagione  | Campione |
| --------- | -------- |
| 1960-1961 | Haarlem  |
| 1961-1962 | Velox    |

| Stagione  | Campione della divisione A | Campione della divisione B |
| --------- | -------------------------- | -------------------------- |
| 1962-1963 | VSV                        | Haarlem                    |
| 1963-1964 | Alkmaar '54                | N.E.C.                     |
| 1964-1965 | Cambuur                    | DFC                        |
| 1965-1966 | Vitesse                    | Den Bosch                  |

| Stagione  | Campione        |
| --------- | --------------- |
| 1966-1967 | Haarlem         |
| 1967-1968 | Wageningen      |
| 1968-1969 | De Graafschap   |
| 1969-1970 | Heerenveen      |
| 1970-1971 | De Volewijckers |
| 2016-2017 | Jong AZ Alkmaar |
| 2017-2018 | Katwijk         |
| 2018-2019 | AFC             |
| 2019-2020 | nessuno         |
| 2020-2021 | nessuno         |
| 2021-2022 | Katwijk         |
| 2022-2023 | Katwijk         |
| 2023-2024 | Spakenburg      |
| 2024-2025 | Quick Boys      |